# Atal II. Filadelf
Atal II. Filadelf (grško Ἄτταλος Β ὁ Φιλάδελφος, Attalos II Philadelphos, kar pomeni 'Atal bratoljub', 220—138 pr. n. št.) je bil kralj Pergamona in ustanovitelj sodobnega turškega mesta Antalya.

## Družina
Bil je drugi sin Atala I. Soterja in kraljice Apollonis iz Cizikusa  in se je na prestol najprej povzpel skupaj s svojim brutalnim bratom Evmenom II. leta 160 pr. n. št., katerega vdova Stratonice iz Pergamona se je leta 158 pr. n. št., po Evmenovi smrti, z njim poročila. 

## Življenjepis
Preden je postal kralj, je bil Atal že izurjen vojaški poveljnik. Leta 192 pr. n. št. ga je njegov brat Evmen poslal v Rim, da bi opozoril pred Antiohom III. Leta 190 pr. n. št. je bil prisoten v bitki pri Magneziji, kjer je povzročilo poraz proti Selevkidom. Okoli 189 pr. n. št. je vodil svoje sile in se boril ob rimski vojski pod Gnej Manlij Vulzon v Galatiji. Od 182—179 pr. n. št. je uspešno premagal Pontsko kraljestvo pod Farnakom I. in pridobil nekaj ozemlja. Leta 172 je bil Evmen, ki se je vračal z obiska v Rimu, napaden blizu Kire in verjeli so, da je mrtev. Atal se je, potem ko je izvedel o tem, poročil z njegovo vdovo Stratonico in postal kralj Pergamona. Ko se je njegov brat vrnil, se je ločil od Stratonice in brez boja odstopil prestol svojemu starejšemu bratu.
Atal II. je šel tudi na pogoste diplomatske obiske v Rim in poslal pogoste odposlance kot je Andronik Pergamonski, da bi pridobil spoštovanje Rimljanov. Nekoč so mu ponudili pomoč pri strmoglavljenju svojega brata, vendar jo je zavrnil. Ko je njegov brat leta 159 pred našim štetjem umrl, je bil njegov nečak takrat premlad za odločanje, tako da se je povzpel na prestol kot regent in se ponovno poročil s Stratonice. Rimljani so mu pomagali v bitkah proti Prusiju II. v letih 156—154 pr. n. št. Poleti leta 152 pr. n. št. je so on, Ptolemaj IV., Arijarat V. in Rim  pomagali pretendentu Aleksandru Balasu, da je prevzel selevkidski prestol od Demetrija I. in 149 pr. n. št. pomagal Nicomedu II. Epifanu, da je prevzel bitinijski prestol od svojega očeta Prusija II.
Atal je razširil svoje kraljestvo s pomočjo svojega dobrega prijatelja Ariaratesa V. Kapadokijskega, in ustanovil mesti Filadelfija (sodobno Alaşehir) in Attalia (sodobno Antalya). Bil je znan kot pokrovitelj umetnosti in znanosti in je bil izumitelj nove vrste vezenja.
V svoji starosti, se je opiral na svojega glavnega ministra, imenovanega Filopoemen (Φιλοποίμην), da bi mu pomagal vladati.
Njegov nečak Atal III. ga je nasledil po njegovi smrti.